# 蓬號驅逐艦
蓬號驅逐艦（日语：／ Yomogi ?）是旧日本海軍的21艘枞级驱逐舰之一。1940年，改制第38號哨戒艇。1944年11月25日，該艦於巴士海峽被美國潛艦叶鲹号擊中魚雷而沈沒，並於1945年3月10日從海軍名單中除名。

## 沿革

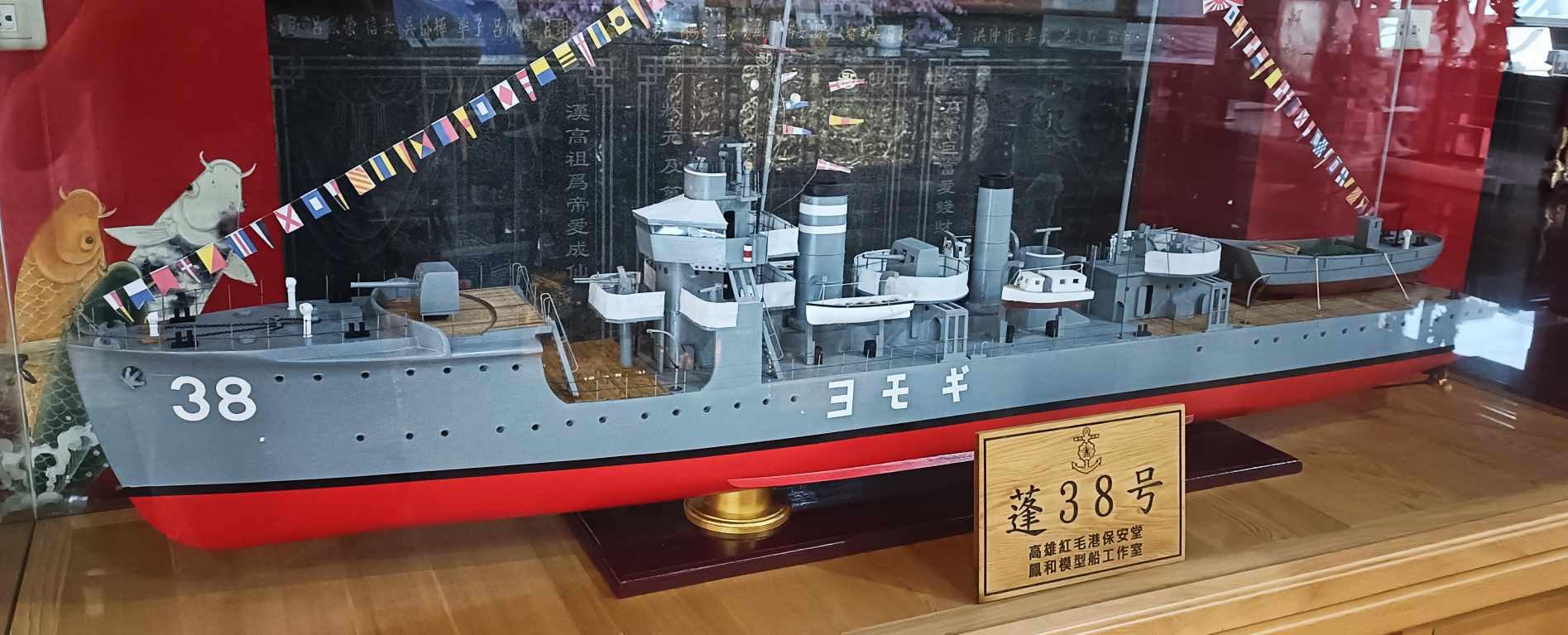
紅毛港保安堂所展示的「蓬第38號巡邏艇」模型。

1921年2月26日，「蓬」在東京都石川島造船廠開始動工。1922年3月14日下水。同年8月19日完工。
與前一批楢型驅逐艦相比，樅級驅逐艦的設計具有更高的速度和更好的船舶耐波性。 該艦船型號的總長度為280英尺（85.3公尺），垂標間距長度為275英尺（83.8公尺）。船宽度為26英尺（7.9公尺），平均吃水深度8英尺（2.4公尺）。樅級船舶標準排水量為850英噸（864噸），深載排水量為1,020英噸（1,036噸）。，「蓬」由兩台策釐式蒸汽渦輪機驅動，每個渦輪機驅動一個传动轴。蒸汽由三台艦政本部水管鍋爐提供。渦輪機設計可產生21,500軸馬力（16,000千瓦），使船舶的速度達到36節（67公里/小時；41英里/小時）。船上最多可攜帶275英噸（279噸）燃油，使其以15節（28公里/小時；17英里/小時）的速度航行時的航程為3,000海裡（5,600公里；3,500英里）。配置方面，船員最初規劃共駐留107名軍官和水手。
竣工時則定員110名。
樅級船艦的主砲由三門45口徑三年式12公分砲單裝組成，一門設於艦艏的甲板之前，一門位於兩個煙囪之間，最後一門設於上層建築上的構築物。砲分別由前至後編號為「1」至「3」。船艦攜帶兩組以上水面的533毫米（21吋）魚雷管，一組安裝在前部構築物和艦艏砲之間的甲板上，另一組安裝在煙囪和艦艉構築物之間。
自1937年至1938年間，該艦參與了中日戰爭期間華北沿岸的作戰行動。1940年，「蓬」改建為哨戒艇。船隻的魚雷管、掃雷裝置和艦艉的12公分砲被拆除，改成兩組三聯裝的九六式25公釐高射機炮和60枚深水炸弹。此外，還拆除了一台鍋爐，導致，「蓬」的功率下降至12,000馬力（8,900千瓦），最大速度降至18節（33公里/小時；21英里/小時）。這些改變使「蓬」變得上重，為保持船舶穩性，則增加壓艙水進行配重，使船隻的排水量增加至950公噸（935英噸）。此後在太平洋戰爭期間，第38號哨戒艇則從事南方海上護航和巡邏行動，
1942年1月12日晚間，在塔卡蘭攻略行動期間，第38號哨戒艇在打拉根島和布尼尤島之間發現了試圖逃離的荷蘭佈雷艇奧蘭治親王號，並與「山風」擊沉了奧蘭治親王號。這也是荷印地區首次發生水面艦艇之間的戰鬥。從1942年3月到4月，第38號哨戒艇也參加了西新几内亚战役西部的戰役。

### 沈沒
1944年11月23日上午10時，第38號哨戒艇與第102號哨戒艇、第33號驅潛艦一起護送著包括特設運輸船滿珠丸在內的馬塔34船團，從菲律賓馬尼拉駛往臺灣高雄市。船團以12到13節的速度向北航行，但到了11月24日晚上11時，在穿越巴士海峽時，船團被美國潛艇叶鲹号透過雷達發現。
叶鲹号下達戰鬥準備命令，並潛伏在水面上等待船團。25日凌晨1時15分，叶鲹号發射了設置深度為6英尺（約1.83公尺）的魚雷，從艇首發射管發射了6枚，從艇尾發射管發射了2枚，向重疊目標發射。首先，兩枚魚雷擊中了第38號哨戒艇的艦橋和機艙附近，大約1分鐘後沉沒，不久後，滿珠丸也被擊中了兩枚魚雷後隨即沉沒。第38號哨戒艇長高田又男大尉及其他145名船員犧牲。沉沒地點位於巴丹群島沙坦島哈瓦角西南5公里處，北緯20度14分，東經121度50分。
第38號哨戒艇最後於1945年3月10日被海軍除名。

## 艦長
※基於《日本海軍史》第9捲和第10卷的「將官履歷」以及《官報》。
艤装員長
- 有馬直 少佐：1922年3月20日[24] - 1922年6月10日[25]

駆逐艦長
- 有馬直 少佐：1922年6月10日[25] - 1924年12月1日[26]
- 大藤正直 大尉：1924年12月1日[26] - 1925年5月1日[27]
- 帖佐敬吉 少佐：1925年5月1日[27] - 1926年12月1日[28]
- 大藤正直 少佐：1926年12月1日[28] - 1927年12月1日[29]
- 古木百蔵 少佐：1927年12月1日[29] - 1929年11月1日
- （兼）伊集院松治 少佐：1929年11月1日 - 1929年11月30日
- 博義王 少佐：1929年11月30日[30] - 1930年12月1日[31]
- 松原博 少佐：1930年12月1日 - 1931年11月2日
- 天野重隆 大尉：1931年11月2日 - 1933年5月17日
- （兼）帖佐敬吉 中佐：1933年5月17日[32] - 1933年5月25日[33]
- 中村謙治 大尉：1933年5月25日[33] - 1933年11月15日[34]
- 山田鉄夫 少佐：1933年11月15日[34] - 1934年6月1日[35]
- 田代格 大尉：1934年6月1日[35] - 1935年6月1日[36]
- 藤田浩 少佐：1935年6月1日[36] - 1935年11月15日[37]
- （兼）家木幸之輔 少佐：1937年7月29日[38] - 1937年11月15日[39]
- 萩尾力 大尉：1937年11月15日[39] - 1939年2月20日[40]

第一哨戒艇隊特務艇長
- 種子壽美男 預備大尉：1941年11月20日[41] - 1942年4月10日[42]

哨戒艇長
- 種子壽美男 預備大尉：1943年2月15日[43] - 1943年6月20日
- 高田又男 預備大尉/大尉：1943年6月20日[44] - 1944年11月25日 - 戰死。

## 紀念

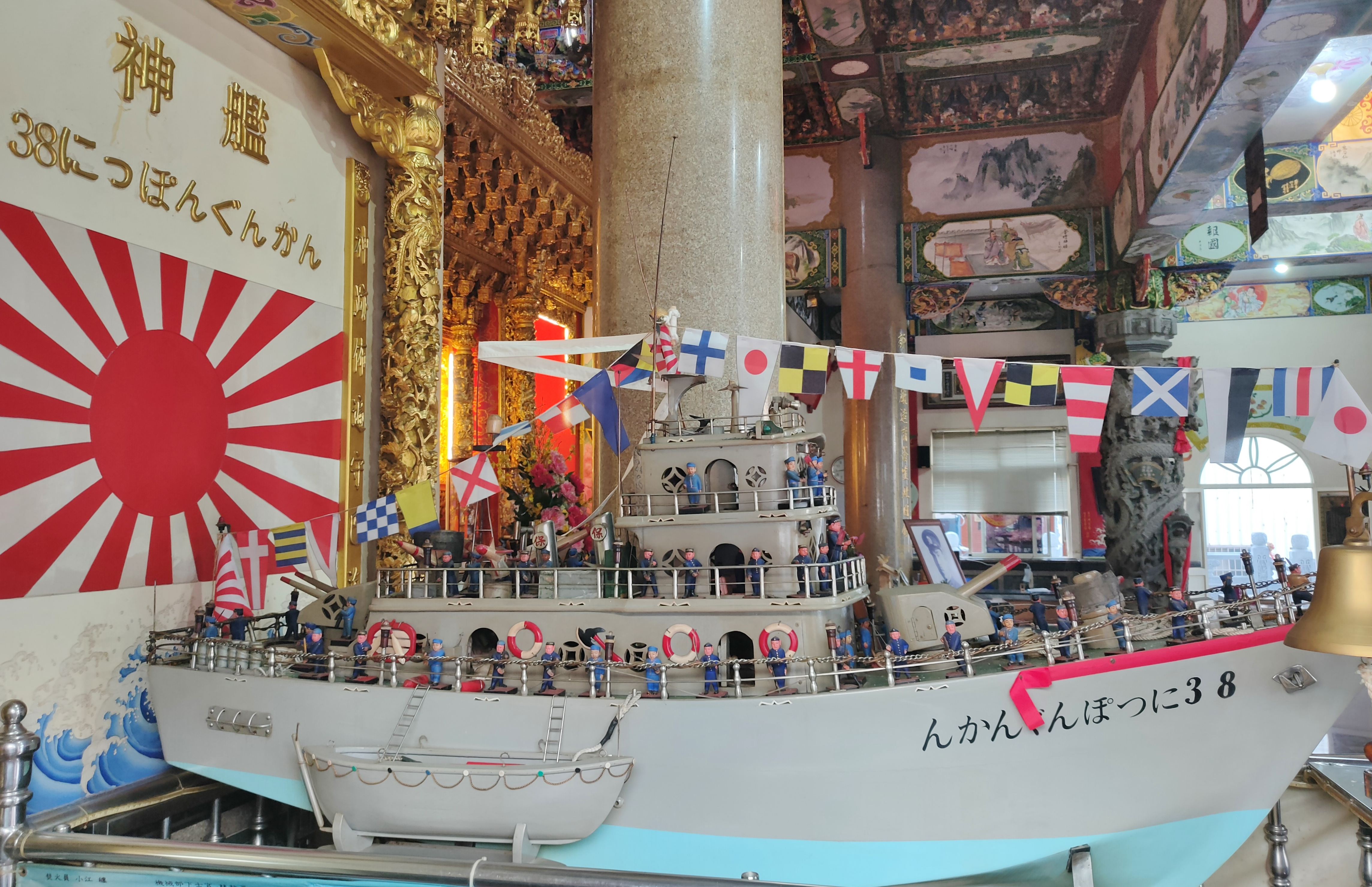
臺灣高雄市紅毛港保安堂所供奉的「第卅八號軍艦」御神體。

1946年，臺灣高雄市紅毛港的漁民在海上撈獲一顆頭顱，依俗例入祀紅毛港保安堂，冠稱聖號「海府尊神」，保安堂人員於1990年8月造訪琉球群岛護國神社參拜，透過日本海軍戰歿者慰靈塔上發現記載日本海軍震洋隊「第卅八號軍艦」在太平洋戰爭中被擊沉一事。信徒們後於1991年委請哈瑪星船匠黃秀智製作縮小版的「第卅八號軍艦」提供祭祀。
紅毛港遷村至鳳山後，保安堂遷至現址，於2013年12月29日進行謝土安座大典。廟中除供奉三位主神及「海府」大元帥外，旁祀地藏王菩薩及福德正神、虎爺將軍。
2015年，日本學者前川正名指出，保安堂於1990年拍的碑文照片應該是指駐守沖繩第三十八震洋隊，而非指艦艇，並稱保安堂內供奉「軍艦」名目基本為不存在。2017年，保全堂主委張吉雄透過日本防衛廳的解密資料，爬梳與「第38號哨戒艇」相關的史料。於2018年認為海府的真實身分應為該哨戒艇的高田又男艦長。同年10月8日，他前往駐日代表處、日本遺骨推進會及靖國神社偕行文庫查證後，得知「38號哨戒艇」全艦官兵已入祀靖國神社，九名軍官死後晉封，高田又男艦長晉升為少佐。在當年舉辦的「招魂法會」中，紅毛港保安堂製作了145面寫有殉職日軍官兵姓名及職稱的旗幟，並特別標明為「蓬38號艦」。
2020年1月，保全堂尋至高田艦長之子高田鳴海的相關資訊。同年5月，保全堂委託張鳳和製作哨戒艇模型。 2023年4月，張吉雄前往熊本市與高田鳴海會面，高田與其家族於同年8月訪問了保安堂。

### 註解
1. ↑  #海軍制度沿革11-2(1972)pp.1074-1075(昭和3年艦船要目公表範囲)的記錄被記載為1921年3月14日下水，但這很可能是抄寫錯誤。
2. ↑  有一些記錄將死亡人數記錄為151名或152名，也有記錄稱被第102號哨戒艇和第33號駆潛艇救出的人中有3名人員倖存。
3. ↑  在海軍令公報上，所有人員的職務都是「第一哨戒艇隊特務艇長兼分隊長」，但沒有記錄誰是哪艘艇的艇長。關於本艇，種子預備大尉於1942年4月10日與本艇同時被調往鎮海警備府部隊鎮海防衛戰隊鎮海防衛隊，隨著1943年2月15日的哨戒艇長新設而被任命為本艇的哨戒艇長，因此可以判斷當時的特務艇長。第一哨戒艇隊特務艇長是由海軍部頒發的，不受防衛隊編制令或哨戒艇乘員標準的限制。
4. 1 2  在1943年2月15日的海軍大臣達第23號令中對《艦船乘員服役規程》第1條第2款進行修正之前，除第一哨戒艇隊特務艦長外，無論是這艘船還是其他哨戒艇的艦長，在官方文件中都不存在。

### 來源
1. 1 2  #海軍制度沿革11-2(1972)pp.1074-1075、昭和3年2月14日附内令第34号、艦船要目公表範囲。
2. 1 2  #海軍制度沿革11-2(1972)pp.1100-1101、昭和6年4月29日附内令第79号、艦船要目公表範囲。
3. ↑  #海軍制度沿革11-2(1972)pp.1074-1075(昭和3年艦船要目公表範囲)では大正10年3月14日進水となっているが、転記ミスと思われる。
4. ↑  #T11公文備考33艦船1/駆逐艦董蓬製造一件(1)画像38『大正十一年八月十九日 石川島蓬艤装員長代理ヨリ電話 駆逐艦蓬本日午前九時半品川沖ニテ授受ヲ了シ横須賀ヘ回航セリ』
5. 1 2 3 4  『日本海軍史』第7巻、301頁。
6. ↑  Watts & Gordon, p. 259
7. 1 2  Jentschura, Jung & Mickel, p. 137
8. ↑  Friedman, p. 244
9. ↑  Watts & Gordon, p. 260
10. ↑  #一般計画要領書p.16、士官6名、特務士官3名、下士官26名、兵72名
11. ↑  #海軍制度沿革10-1(1972)pp.601-602、『大正八年六月十日(内令一八二) 海軍定員令中左ノ通改正セラル 二三等驅逐艦定員表ヲ附表ノ通改ム | 第六十表 | 二三等驅逐艦定員表 |(詳細、備考略) |』將校、機關將校6人、特務士官准士官3人、下士26人、卒75人
12. ↑  Hackett, Kingsepp & Cundall
13. 1 2  海軍進攻作戦(蘭印)[錨點失效]154頁『敵敷設艦を撃沈』
14. ↑  日本水雷戦史[錨點失效]66頁(開戦時、上海や香港で水上艦艇同士の小規模戦闘が生起している)
15. ↑  #PB38,1911(2) p.37
16. ↑  #一護1911 p.56
17. ↑  #SS-403, USS ATULEp.33
18. ↑  #PB38,1911(2) p.42
19. ↑  #SS-403, USS ATULE pp.33-34, pp.53-54
20. ↑  #PB38,1911(2)
21. ↑  #野間 p.451
22. ↑  #SS-403, USS ATULE p.34
23. 1 2  前川正名.  (PDF). 中国研究集刊. 2015, (60): 213-224  [2018-03-18]. （原始内容存档 (PDF)于2019-06-08）.
24. ↑  『官報』第2888号、大正11年3月22日。
25. 1 2  『官報』第2957号、大正11年6月12日。
26. 1 2  『官報』第3684号、大正13年12月2日。
27. 1 2  『官報』第3807号、大正14年5月4日。
28. 1 2  『官報』第4283号、大正15年12月2日。
29. 1 2  『官報』第279号、昭和2年12月2日。
30. ↑  『官報』第878号、昭和4年12月2日。
31. ↑  『官報』第1179号、昭和5年12月2日。
32. ↑  『官報』第1912号、昭和8年5月19日。
33. 1 2  『官報』第1918号、昭和8年5月26日。
34. 1 2  『官報』第2064号、昭和8年11月16日。
35. 1 2  『官報』第2224号、昭和9年6月2日。
36. 1 2  『官報』第2523号、昭和10年6月3日。
37. ↑  『官報』第2663号、昭和10年11月16日。
38. ↑  #KK127
39. 1 2  #KK1211
40. ↑  #KK142
41. ↑  . 亞洲歷史資料中心 （日语）.
42. ↑  . 亞洲歷史資料中心 （日语）.
43. ↑  . 亞洲歷史資料中心 （日语）.
44. ↑  . 亞洲歷史資料中心 （日语）.
45. 1 2  張守真、楊玉姿. . 高雄市文獻委員會. 2008-01: 頁109─110. ISBN 978-986-01-3024-9.
46. 1 2  朱秀芳（文字）、蔣茂盛（攝影）. . 青林、高雄市政府文化局. 2008-04: 頁62─63. ISBN 978-986-6830-52-5.
47. 1 2  陳奕齊. . 前衛. 2015-05: 頁360─362. ISBN 978-957-801-769-6.
48. ↑  方志賢. . 自由時報. 2013-12-30  [2018-03-17]. （原始内容存档于2019-11-16）.
49. ↑  林憲源. . 中國時報. 2013-12-30  [2018-03-17]. （原始内容存档于2019-11-16）.
50. ↑  中央通訊社. . 中央社 CNA. 2019-11-21  [2024-06-02] （中文（臺灣））.
51. ↑  很角色時報. . 很角色時報. 2022-10-04  [2024-06-02] （中文（臺灣））.
52. ↑  .   [2022-04-11]. （原始内容存档于2022-04-14）.
53. ↑  . umedia.world.   [2024-06-02].
54. ↑  蔡清華. . news.ltn.com.tw. 2023-08-06  [2024-06-02]. （原始内容存档于2024-06-02） （中文（臺灣））.
55. ↑  中央通訊社. . 中央社 CNA. 2023-08-06  [2024-06-02] （中文（臺灣））.

### 書籍
- 諾曼·弗里德曼（英语：Norman Friedman）. . Annapolis: Naval Institute Press. 1985. ISBN 0-87021-907-3.
- Hackett, Bob; Kingsepp, Sander & Cundall, Peter. . SHOKAITEI! Stories and Battle Histories of the IJN's Patrol Boats. Combinedfleet.com. 25 May 2018  [24 April 2021].
- Jentschura, Hansgeorg; Jung, Dieter & Mickel, Peter. . Annapolis, Maryland: United States Naval Institute. 1977. ISBN 0-87021-893-X.
- Watts, Anthony J. & Gordon, Brian G. . Garden City, New York: Doubleday. 1971. ISBN 0-35603-045-8.
- (issuu). Historic Naval Ships Association.   [2024-06-02]. （原始内容存档于2023-11-17）.
- アジア歴史資料センター(公式) （页面存档备份，存于）(防衛省防衛研究所)
  - . Ref.C08050444100.
  - . : 34–60. Ref.C08030626900.
  - . Ref.C08030141700.
  - . Ref.C13072072100.
  - . Ref.C13072072500.
  - . Ref.C13072075400.
- 片桐大自『聯合艦隊銘銘伝』光人社、1993年。
  - 片桐大自『聯合艦隊軍艦銘銘伝』普及版、光人社、2003年。
- 野間恒. . 野間恒（私家版）. 2004.
- 福井静夫（日语：福井静夫）. . ベストセラーズ. 1994. ISBN 4-584-17054-1.
- 海軍省 (编). . 明治百年史叢書 第182巻. 原書房. 1972-04 [1940].
- 海軍省 (编). . 明治百年史叢書 第185巻. 原書房. 1972-05 [1941].
- 海軍歴史保存会『日本海軍史』第7巻、第9巻、第10巻、第一法規出版、1995年。
- . 世界の艦船 1992年7月号増刊 第453集(増刊第34集). 海人社. 1992. ISBN 4-905551-41-2.
- 日本舶用機関史編集委員会/編. . 明治百年史叢書 第245巻. 原書房. 1975-11.
- 防衛廳防衛研修所戦史室『戦史叢書 海軍軍戦備〈1〉 昭和十六年十一月まで』朝雲新聞社、1969年。